# Christian Olsson
John Christian Bert Olsson (ur. 25 stycznia 1980 w Göteborgu) – szwedzki lekkoatleta, trójskoczek, mistrz olimpijski, świata i Europy.
Olsson to jeden z najbardziej utytułowanych trójskoczków w historii tej konkurencji. Swoją karierę rozpoczął jednak od skoku wzwyż, w którym zdobył złoty medal na mistrzostwach Europy juniorów w 1999 w Rydze. Na tych samych mistrzostwach wywalczył srebrny medal w trójskoku. Później medale zdobywał w tej ostatniej konkurencji. Startował na igrzyskach olimpijskich w 2000 w Sydney, ale odpadł w eliminacjach. Zwyciężył na młodzieżowych mistrzostwach Europy w 2001 w Amsterdamie. W tym samym roku zdobył swój pierwszy medal na imprezie międzynarodowej seniorów – był to srebrny medal mistrzostw świata w Edmonton. W 2002 zdobył tytuły mistrzowskie na halowych mistrzostwach Europy w Wiedniu oraz na mistrzostwach Europy w Monachium. W 2003 zwyciężył na halowych mistrzostwach świata w Birmingham oraz na mistrzostwach świata w Saint-Denis.
Obronił tytuł mistrzowski na halowych mistrzostwach świata w 2004 w Budapeszcie. Skokiem na odległość 17,83 m wyrównał wówczas halowy rekord świata i ustanowił halowy rekord Europy. Ukoronowaniem jego kariery był tytuł mistrza olimpijskiego zdobyty na igrzyskach w Atenach w 2004. W tym samym roku zdobył nagrodę 500 tys. dolarów za zwycięstwa w mityngach Golden League.
W 2005 nie startował w zawodach z powodu kontuzji stopy, ale po przerwie powrócił do wysokiej formy, zdobywając tytuł mistrza Europy 2006 w Göteborgu. Na początku 2007 doznał kolejnej kontuzji. Wygrał meeting Golden League w Saint-Denis w tym roku, ale musiał wycofać się przed mistrzostwami świata w Osace z powodu kolejnej kontuzji. W 2008 miał tylko jeden występ w zawodach, a i to go nie ukończył. Mimo że nie startował na igrzyskach olimpijskich w Pekinie, na prośbę reprezentacji szwedzkiej był jej chorążym podczas ceremonii otwarcia igrzysk.
Olsson jest również wielokrotnym mistrzem kraju w trójskoku, a także w skoku w dal.
Jego najlepszy wynik w trójskoku wynosi 17,79 m - uzyskał go na zawodach olimpijskich w 2004, natomiast w hali jego najlepszym wynikiem w karierze jest 17,83 uzyskane w tym samym roku w Sztokholmie i jest trzecim wynikiem w historii światowej lekkoatletyki. Najlepsze osiągnięcie w skoku w dal to 7,69 m, a w skoku wzwyż - 2,24 m.
W maju 2012 ogłosił zakończenie kariery